# Бордер-колі
Бордер-колі (англ. Border Collie) — вівчарська порода собак, створена у Великій Британії. Відноситься до пастуших порід, спочатку була виведена для роботи з вівцями, проте пізніше були виділені скотогонні різновиди, для випасання великої рогатої худоби. Згідно з дослідженнями, проведеними вченими з університету Британської Колумбії під керівництвом Стенлі Корена[en] , Бордер-колі зайняли друге місце за результатами поведінкових, та розумових тестів вчених з Хельсінського Університету.

## Історія породи та етимологія її назви

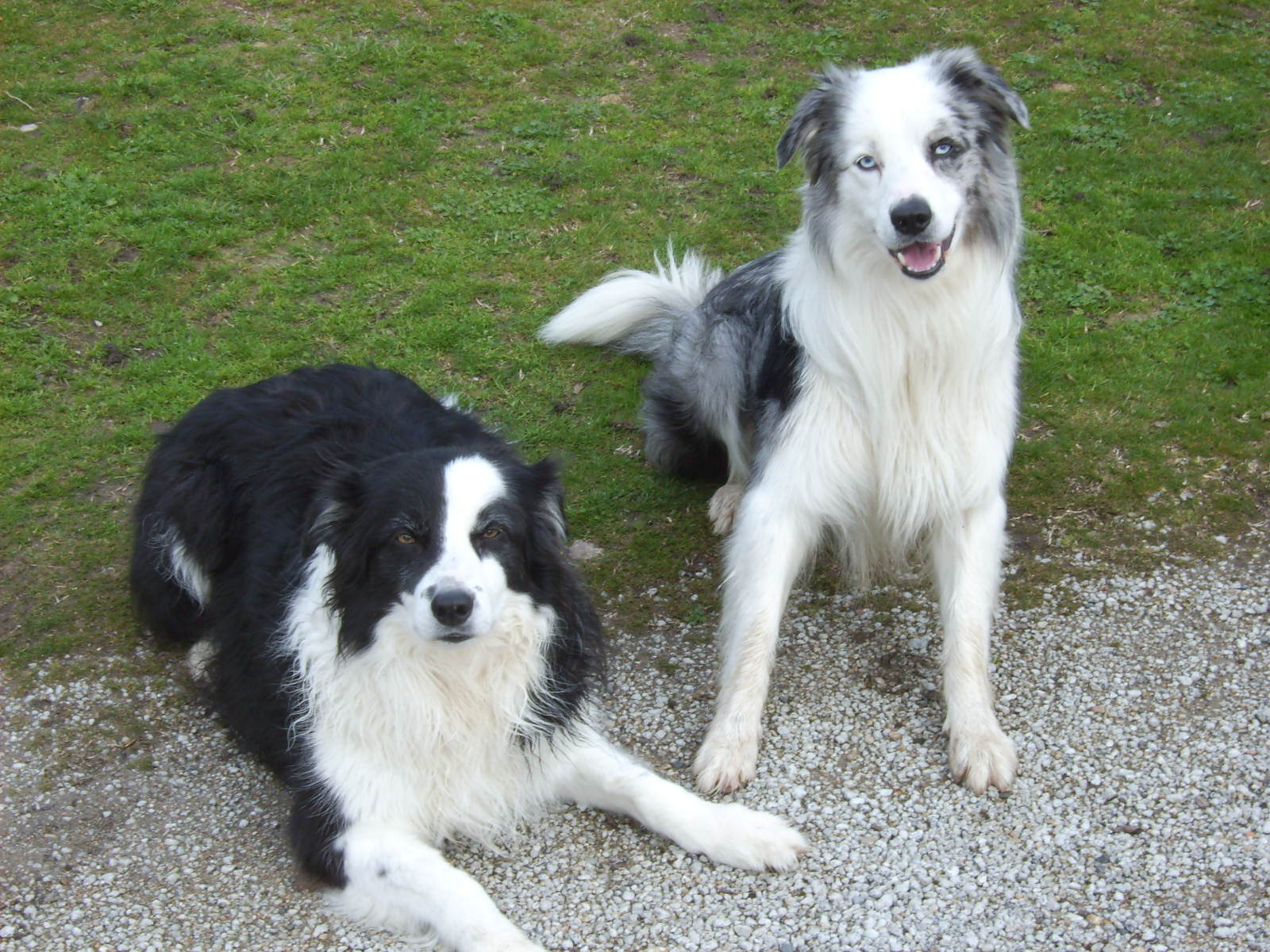
Бордер-колі бувають різного забарвлення

Слава одного з найкращих вівчарських собак світу тепер належить земляку колі — майже тезці й імовірному пращурові — бордер-колі. «Бордер» англійською означає «кордон», отже, виходить «прикордонний» колі. Батьківщина цього собаки на кордоні Англії й Шотландії, звідки й назва. Словом «колі» раніше називали майже всіх вівчарських собак. Королівські особи не оминули увагою бордер-колі. У королеви Вікторії були улюбленці цієї породи. Він був є і буде собакою фермерів та пастухів. І своєю теперішньою популярністю він зобов'язаний не відомим власникам, не елегантності зовнішнього вигляду — а самому собі, своєму інтелекту, своїй пристрасті до роботи — і, звісно ж, тим тисячам фермерів, що створили цю породу.

## Стандарти породи

### Зовнішній вигляд
Майже в усіх регіонах світу тепер бордер-колі також є породою, яку демонструють на рингових або лавочних шоу. Для людей, які беруть участь у цих заходах, бордер-колі визначається стандартом породи, який є описом того, як повинна виглядати собака. У Новій Зеландії та Австралії, де ця порода розвивалася протягом більшої частини ХХ століття, стандарти бордер-колі вивели собаку з довшою подвійною шерстю, м'яким темним поглядом , тілом трохи вище середнього, напівстоячі вуха, а також ніжний і доброзичливий темперамент. Цей стиль бордер-колі став популярним у виграшних шоу-розплідниках по всьому світу, а також серед престижних суддів. Бордер-колі - граціозний, пропорційно складений, міцний і сильний собака. Голова помірно широка в черепі, без помітного потиличного бугра, морда звужується до мочки носа,яка зазвичай чорна, допускається коричневий і блакитний пігмент у собак освітлених забарвлень, ніздрі відкриті. Вилиці плоскі. Довжина лоба і морди однакові, що є характерною ознакою породи. Очі широко розставлені, овальної форми, середнього розміру, карі. Винятком є випадки з геном merle, коли один або обидва ока частково або повністю можуть бути блакитними. Вираз очей спокійний, гострий, уважний. Вуха середньої величини, досить широко розставлені, стоячі або напівстоячі.
Шерсть може бути двох типів: середньої довжини і коротка, мало линяє і майже не пахне. Також повинна бути короткою на лицьовій частині голови, на вухах, передніх та задніх кінцівках. Чудово розвинений щільний підшерсток, який добре захищає від негоди. Забарвлення може бути різним, проте білий колір не повинен переважати. Хвіст по довжині досягає скакального суглоба або нижче, посаджений низько, шаблевидний, покритий густою шерстю. У спокійному стані висить, злегка загинаючи на кінці. У збудженому стані кілька піднімається, але не вище лінії спини. Лапи овальні, пальці помірно склеписті. Рухи вільні, легкі. Майже не відриваючи лапи від землі, бордер-колі немов би крадеться, розвиваючи при цьому велику швидкість.
Шия довга, сильна, м'язиста, злегка вигнута, у напрямку до плечей розширюється. Корпус атлетично розвинений, по довжині перевищує висоту в холці. Поперек глибокий і мускулистий, пах НЕ підтягнутий. Ребра округлі, грудна клітка глибока і досить широка.
Кінцівки з міцним кістяком, паралельно поставлені. Лопатки похилі, лікті притиснуті до тулуба. Стегна довгі, кути скакальних суглобів добре виражені. Лапи овальні. Пальці зібрані в грудку.
Висота самців в холці становить від 48 до 56 сантиметрів (від 19 до 22 дюймів), для самок від 46 до 53 сантиметрів (від 18 до 21 дюйма).
Окрім стандартів породи, також зустрічаються варіанти короткошерстих бордер-колі, що пропонують домочадцям менш складні вимоги очищення шерсті. Перехрещування колі з собаками німецької вівчарки виробляє сильний інтелектуальний гібрид проміжних розмірів, в народі його називають "шолі", який використовується як робоча собака із худобою та як компаньйон тварин.

### Критика відповідності виставкової собаки на основі зовнішності
Інші ентузіасти виступають проти використання бордер-колі як виставкових собак, побоюючись, що розведення для зовнішнього вигляду призведе до зниження рис робочих собак породи. Мало оброблюючих працюючих бордер-колі беруть участь у виставкових шоу, оскільки робочих собак розводять до стандартів продуктивності, а не до зовнішнього вигляду. Крім того, собак, що розводять конформацію, рідко можна побачити на дослідному полі вівчарок, за винятком випадків спонсорів Кеннел-клубу. Собаки, зареєстровані в робочих або підтверджених регістрах, помічаються в інших заходах, таких як спритність, слухняність, стеження або флайбол; однак ці собаки не обов'язково відповідають стандарту зовнішності породи настільки ж тісно, як собаки, показані на породі, так як це не є вимогою на виставках, а також не обов'язково беруть участь у пастухових заходах.

## Темперамент
Характер стрімкий та енергійний, собака кмітливий і тямущий, проникливий. Собаки цієї породи дуже розумні, але вимагають постійних фізичних і розумових навантажень. За відсутності необхідних навантажень схильні до саморуйнування (розгризання лап, виїдання шерсті на хвості) і нищення майна (псують речі, розгризають іграшки, рвуть шпалери і лінолеум). Вимагають багато уваги, постійного навчання новим навичкам, не підходять для вольєрного або вуличного утримання.
Бордер-колі посідає перше місце у книзі "Інтелект собак" Стенлі Корена, входячи в топ-10 найяскравіших собак. Хоча головна роль бордер-колі - це випас худоби, порода стає все більш популярною як тварина-компаньйон.
Робочий колі може пробігати багато миль на день, використовуючи свій досвід, особистість та кмітливість для контролю худоби. Ці собаки стануть тягарями і розчаруваннями, якщо їх залишити в ізоляції, проігнорувати або посадити на ланцюг. Як і багато робочих порід, бордери можуть бути чутливими до руху та переслідувати рухомі транспортні засоби і велосипеди, але ця поведінка може бути змінена навчанням. Деякі складніші форми поведінки вимагають терпіння, оскільки вони розвиваються і можуть зникати в міру дорослішання собаки.
Хоча їх інтелект та пристосованість використовуються для того, щоб допомогти людству в пошуку та порятунку і як пошукові собаки, їх доброту та чуйність вітають їх як у лікарнях, так і в будинку для людей похилого віку, де вони працевлаштовані.

## Призначення
Первісне призначення бордер-колі, випас овець, вимагала відбору собак з винятковими інтелектуальними здібностями, аналітичним мисленням, фізичною витривалістю і функціональної анатомією. Вони і до цього дня залишаються незамінними помічниками пастухів по всьому світу, особливо в тих областях, де пасовища розташовані на горбистій і важкодоступній місцевості, що робить неможливим використання мотоциклів та іншого автотранспорту для контролю над стадом. Робочі бордери можуть приймати напрямок голосом та свистом на великі відстані при випасанні. Їх велика енергія та інстинкт скотарства досі використовуються для стада всіх видів тварин - від традиційних овець та великої рогатої худоби, до домашньої птиці, свиней та страусів. Вони також використовуються для вивезення небажаних диких птахів з аеропортних смуг, полів для гольфу та інших громадських та приватних територій. 
Використання собак для отара овець має добрий економічний сенс для багатьох фермерів. У типовому пасовищному середовищі кожен навчений вівчар буде виконувати роботу трьох людей. У величезних посушливих районах, таких як австралійська глибинка, кількість збільшується до п'яти і більше. Спроби замінити їх механічними підходами до скотарства досягли лише обмеженого успіху. Таким чином, біржовики вважають, що дресировані собаки є більш надійними та економічними. Багатовіковий відбір цих собак за робочими якостями дозволив представникам породи бордер-колі також показувати виняткові результати в багатьох видах спорту. Бордер-колі є найбільш популярною і успішною породою в таких дисциплінах, як аджиліті, обідієнс, фрісбі, флайбол, фрістайл (танці з собаками) тощо. 
Але у всіх цих собак є спільна риса: розум, темперамент і неперевершений інстинкт пастуха. Часом кажуть, що бордер-колі випасає все, що рухається: овець і кішок, дітей і автомобілі. Це собачий «трудоголік», і він не може жити без роботи. Бордер-колі здатні вивчити до 1000 команд.
Бордер-колі розумні, інстинктивно прагнуть до роботи і добре піддаються дресируванню. З них виходять відмінні компаньйони: віддані, уважні і чутливі. Люблять свою сім'ю, і заради неї ці собаки готові виконувати будь-які команди. Вони справжні «друзі людини» і хочуть відчувати свою значущість для нього. Бордер-колі дуже рухливі, люблять спортивні ігри. Якщо їх привчати з дитинства, також дуже люблять плавати. Найсильніший природжений інстинкт пастуха може швидко перерости в небезпечну звичку переслідувати інших тварин. Тому їм слід дати зрозуміти, що це вже точно не варто робити.

## Здоров'я

### Тривалість життя
Природна тривалість життя бордер-колі становить від 12 до 15 років, середній термін життя - 12 років. Середні довговічності порід подібних розмірів зазвичай складають від 12 до 13 років. Провідними причинами смерті є рак (23,6%), старість (17,9%) та церебральні судинні ураження (9,4%).

### Схильність до хвороб
Наразі аномалія очей колі (СЕА) та епілепсія вважаються первинними генетичними захворюваннями, які викликають занепокоєння в цій породі. CEA - це вроджене захворювання очей, що включає сітківку, судинну залозу та склеру, яка іноді вражає бордер-колі. У бордерів це, як правило, легке захворювання і рідко значно погіршує зір. Однак інші стани очей, такі як PRA, повільно розпадають сітківку і можуть призвести до того, що бордер-колі вночі втрачають майже весь зір, що може перерости в повну денну сліпоту. Зараз для СЕА доступний тест ДНК , і завдяки його використанню селекціонери можуть гарантувати, що вони не дадуть уражених щенят. Існують різні види тестування стегна, включаючи OFA (Ортопедичний фонд для тварин) та PennHip. Рентгенограми беруться та надсилаються цим організаціям для визначення якості стегон та ліктьових кісток собаки.

## Історія
Бордер-колі походить від ландрас-колі, типу, поширеного на Британських островах. Назва породи походить від її ймовірного місця походження вздовж англо-шотландського кордону. Згадка про тип "колі" вперше з'явилася наприкінці 19 століття, хоча слово "колі" є старшим за це і має своє походження в шотландській мові. Також вважається, що слово «колі» походить від старого кельтського слова "корисний". Більшість найкращих на сьогоднішній час представників цієї породи можна простежити до собаки, відомої як  Old Hemp .

### Old Hemp
Old Hemp, собака триколор, народився у Нортумберленді у вересні 1893 року і помер в травні 1901 року.  Hemp бу тихою, потужною собакою, на якого вівці легко реагували. Багато пастухів використовували його для зведення, і стиль роботи Old Hemp став стилем Бордер Колі. Усі чисті прикордонні колі, що живуть сьогодні, можуть простежити породну лінію до Old Hemp[28] Вважалося, що він зачав аж 200 щенят протягом усього життя.

### Wiston Cap
Вістон Кап (нар. 28 вересня 1963 р.) - собака, якого значок Міжнародного товариства овець (ISDS) зображує в характерній позі прикордонних колі. Він був популярним племінним собакою в історії породи, і його кров'яна лінія може бути помічена у більшості кров'яних ліній сучасних колі. Виведений У. С. Гетерингтоном, його тренував і обробляв Джон Річардсон, Кап був приємним і добродушним собакою. Його кров'яні лінії простежуються як до ранньо зареєстрованих собак студійної книги, так і до шапки Дж. М. Вілсона, ім'я якого в його родоводу зустрічається 16 разів протягом семи поколінь.

### Поява у Новій Зеландії та Австралії
Колі були зареєстровані як імпорт до Нової Зеландії ще в 1858 році, але тип не був вказаний. В кінці 1890-х років Джеймс Ліліко (1861? —1945) з Крайстчерча, Нова Зеландія, імпортував із Великої Британії низку робочих собак. Сюди входили англ. Хіндхоп Джед, чорний, засмаглий і білий, який народився в Хіндхопі, Шотландія в 1895 році, а також Моді, Мосс Анкрум, Несс і Старий Боб.
У 1915 році Джеймс Рейд, секретар Міжнародного товариства овець у Великій Британії (ISDS) вперше застосував термін "прикордонний колі", щоб відрізнити тих собак, зареєстрованих ISDS, від колі Кеннел Клубу (або шотландського колі, включаючи жорсткошерстого колі, і гладкошерстого колі), які спочатку походили з одного робочого складу, але мали інший, стандартизований вигляд після вступу до виставкового кола в 1860 році та суміші з різними породами.